# IEEE 802.1p
Стандарт IEEE 802.1p специфицирует метод указания приоритета кадра, основанный на использовании новых полей, определенных в стандарте IEEE 802.1Q.
К кадру Ethernet добавлены два байта, которые содержат информацию о принадлежности кадра Ethernet к VLAN и о его приоритете. Говоря точнее, тремя битами кодируется один из восьми уровней приоритета, а последние 12 бит относят трафик к одному из 4096 VLAN.
Спецификация IEEE 802.1p, создаваемая в рамках процесса стандартизации IEEE 802.1Q, определяет метод передачи информации о приоритете сетевого трафика. Стандарт 802.1p специфицирует алгоритм изменения порядка расположения пакетов в очередях, с помощью которого обеспечивается своевременная доставка чувствительного к временным задержкам трафика.
В дополнение к определению приоритетов стандарт 802.1p вводит важный протокол GARP (Generic Attributes Registration Protocol) с двумя специальными его реализациями. Первая из них — протокол GMRP (GARP Multicast Registration Protocol), позволяющий рабочим станциям делать запрос на подключение к домену групповой рассылки сообщений. Поддерживаемую этим протоколом концепцию назвали подсоединением, инициируемым «листьями». Протокол GMRP обеспечивает передачу трафика только в те порты, из которых пришел запрос на групповой трафик, и хорошо согласуется со стандартом IEEE 802.1Q.

## Приоритет
Восемь различных классов для 3-битового поля PCP в заголовке IEEE 802.1Q:
| PCP | Priority    | Acronym | Traffic Types                      |
| --- | ----------- | ------- | ---------------------------------- |
| 1   | 0 (lowest)  | BK      | Background                         |
| 0   | 1           | BE      | Best Effort                        |
| 2   | 2           | EE      | Excellent Effort                   |
| 3   | 3           | CA      | Critical Applications              |
| 4   | 4           | VI      | Video, < 100 ms latency and jitter |
| 5   | 5           | VO      | Voice, < 10 ms latency and jitter  |
| 6   | 6           | IC      | Internetwork Control               |
| 7   | 7 (highest) | NC      | Network Control                    |